# Listă de pictori sârbi
Aceasta este o listă de pictori sârbi.

## A
- Miroslav Antić
- Stojan Aralica

## B
- Miloš Bajić
- Bojan Bem
- Mihajlo Bokorić
- Janko Brašić

## Č
- Marko Čelebonović

## D
- Konstantin Danil
- Petar Dobrović

## Đ
- Pavel Đurković

## F
- Emerik Feješ

## G
- Nedeljko Gvozdenović

## H
- Kosta Hakman

## I
- Katarina Ivanović
- Olja Ivanjicki

## J
- Đura Jakšić
- Mladen Josić
- Paja Jovanović

## K
- Dragoš Kalajić
- Momo Kapor
- Irena Kazazić
- Uroš Knežević
- Leon Koen
- Milan Konjović
- Ivica Kovačić Štifla
- Teodor Kračun
- Petar Križanič - Pjer
- Đorđe Krstić
- Đorđe Andrejević Kun

## L
- Petar Lubarda

## M
- Milić od Mačve
- Dragan Malešević - Tapi
- Dragutin Inkiostri Medenjak
- Milorad Bata Mihailović
- Predrag Milosavljević
- Mihailo Milovanović
- Mihael Milunović
- Milo Milunović
- Đorđe Mitrofanović

## N
- Nikola Nešković

## O
- Ankica Oprešnik
- Dušan Otašević

## P
- Jovan Pačić
- Milena Pavlović-Barili
- Nadežda Petrović
- Zora Petrović
- Moša Pijade
- Jeftimije Popović
- Mića Popović
- Uroš Predić
- Miodrag B. Protić
- Đorđe Prudnikov

## R
- Novak Radonić
- Eva Ras

## S
- Sava Stojkov

## Š
- Nataša Šavija
- Sava Šumanović

## T
- Igor Tabaković

## V
- Lazar Vozarević
- Snežana Vujović - Nikolić